# واگذاری (فیلم ۲۰۱۶)
واگذاری (انگلیسی: The Assignment) فیلمی در ژانر جنایی به کارگردانی والتر هیل است که در سال ۲۰۱۶ منتشر شد.

## بازیگران
- میشل رودریگز
- سیگورنی ویور
- تونی شالهوب
- آنتونی لاپالیا
- ایوت نیکول براون
- تری چن
- پل مک‌گیلیون
- زک سانتیاگو